# Croix de carrefour de Blanzac
La croix de carrefour de Blanzac  est une croix monumentale située à Blanzac, en France.

## Généralités
La croix est située en limite du village, sur le chemin vicinal allant de Blanzac à Nolhac, sur le territoire de la commune de Blanzac, dans le département de la Haute-Loire, en région Auvergne-Rhône-Alpes, en France. La croix a la particularité d'être placé sur un socle, à l'angle d'un muret.

## Historique
La croix est datée du XVIe siècle.
La croix est inscrite au titre des monuments historiques par arrêté du 24 novembre 1954.

## Description
La croix semble être un assemblage en réemploi du fût et du croisillon, le fût semblant plus ancien que la croix et semblant avoir été retaillé à une époque inconnue,. Le fût sur une dé carré se transforme en section octogonale par le biais d'un motif gothique. Le croisillon est de section octogonale, terminé à ses extrémités par des fleurons cruciformes très marqués.
Au niveau iconographique, sur un côté est représenté un Christ en croix, et de l'autre côté, une Pietà voilée porte le Christ. Latéralement, des personnages mutilés ont la particularité de tourner le dos à la croix. Sur le bas du croisillon, de chaque côté, des anges ailés sont présents.